# Silberkoppe
Die Silberkoppe (polnisch Srebrna Kopa, tschechisch Velká stříbrná) ist der zweithöchste Gipfel des Oppagebirges im Massiv der Bischofskoppe. Auf dem Gipfel verläuft die Staatsgrenze zwischen Polen und Tschechien. Der Name stammt von der mittelalterlichen Suche nach Silber an den Hängen des Berges.
Südöstlich liegt Janov, im Süden Petrovice.